# Súlyemelés az 1988. évi nyári olimpiai játékokon
Az 1988. évi nyári olimpiai játékokon a súlyemelésben tíz súlycsoportban versenyeztek.

## Éremtáblázat
(Magyarország és a rendező ország csapata eltérő háttérszínnel, az egyes számoszlopok legmagasabb értéke illetve értékei vastagítással kiemelve.)
| Az 1988. évi nyári olimpiai játékok éremtáblázata súlyemelésben | Az 1988. évi nyári olimpiai játékok éremtáblázata súlyemelésben | Az 1988. évi nyári olimpiai játékok éremtáblázata súlyemelésben | Az 1988. évi nyári olimpiai játékok éremtáblázata súlyemelésben | Az 1988. évi nyári olimpiai játékok éremtáblázata súlyemelésben | Olimpia  |
| --------------------------------------------------------------- | --------------------------------------------------------------- | --------------------------------------------------------------- | --------------------------------------------------------------- | --------------------------------------------------------------- | -------- |
|                                                                 | Ország                                                          | Arany                                                           | Ezüst                                                           | Bronz                                                           | Összesen |
| 1.                                                              | Szovjetunió (URS)                                               | 6                                                               | 2                                                               | 0                                                               | 8        |
| 2.                                                              | Bulgária (BUL)                                                  | 2                                                               | 1                                                               | 1                                                               | 4        |
| 3.                                                              | NDK (GDR)                                                       | 1                                                               | 1                                                               | 1                                                               | 3        |
| 4.                                                              | Törökország (TUR)                                               | 1                                                               | 0                                                               | 0                                                               | 1        |
|                                                                 |                                                                 |                                                                 |                                                                 |                                                                 |          |
| 5.                                                              | Magyarország (HUN)                                              | 0                                                               | 2                                                               | 0                                                               | 2        |
| 6.                                                              | Kína (CHN)                                                      | 0                                                               | 1                                                               | 4                                                               | 5        |
| 7.                                                              | NSZK (FRG)                                                      | 0                                                               | 1                                                               | 2                                                               | 3        |
| 8.                                                              | Dél-Korea (KOR)                                                 | 0                                                               | 1                                                               | 1                                                               | 2        |
| 9.                                                              | Románia (ROU)                                                   | 0                                                               | 1                                                               | 0                                                               | 1        |
|                                                                 |                                                                 |                                                                 |                                                                 |                                                                 |          |
| 10.                                                             | Lengyelország (POL)                                             | 0                                                               | 0                                                               | 1                                                               | 1        |
|                                                                 |                                                                 |                                                                 |                                                                 |                                                                 |          |
| Összesen                                                        | Összesen                                                        | 10                                                              | 10                                                              | 10                                                              | 30       |

## Érmesek
| Az 1988. évi nyári olimpiai játékok érmesei súlyemelésben |                                                                          |                                                                            |                                                                       |
| Versenyszám                                               | Arany                                                                    | Ezüst                                                                      | Bronz                                                                 |
| 52 kg                                                     | Szevdalin Marinov · Bulgária (BUL) · (120 VCS+150=270 kg VCS)            | Cson Bjonggvan (Jeon Byeong-Gwan) · Dél-Korea (KOR) · (112,5+147,5=260 kg) | Ho Csuo-csiang (He Zhuoqiang) · Kína (CHN) · (112,5+145=257,5 kg)     |
| 56 kg                                                     | Hokszen Mirzojan · Szovjetunió (URS) · (127,5+165=292,5 kg OCS)          | Ho Jing-csiang (He Yingqiang) · Kína (CHN) · (125+162,5=287,5 kg)          | Liu Sou-pin (Liu Shoubin) · Kína (CHN) · (125+140=267,5 kg)           |
| 60 kg                                                     | Naim Süleymanoğlu · Törökország (TUR) · (152,5 VCS+190 VCS=342,5 kg VCS) | Sztefan Topurov · Bulgária (BUL) · (137,5+175=312,5 kg)                    | Je Huan-ming (Ye Huanming) · Kína (CHN) · (127.5+175=312,5 kg)        |
| 67,5 kg                                                   | Joachim Kunz · NDK (GDR) · (150+190=340 kg)                              | Iszrajel Militoszján · Szovjetunió (URS) · (155+182,5=337,5 kg)            | Liu Csin-ho (Liu Jinhe) · Kína (CHN) · (147.5+177.5=325 kg)           |
| 75 kg                                                     | Boriszlav Gidikov · Bulgária (BUL) · (167,5+207,5=375 kg OCS)            | Ingo Steinhöfel · NDK (GDR) · (165+195=360 kg)                             | Alekszandar Varbanov · Bulgária (BUL) · (157,5+200=357,5 kg)          |
| 82,5 kg                                                   | Iszrail Arszamakov · Szovjetunió (URS) · (167,5+210=377,5 kg)            | Messzi István · Magyarország (HUN) · (170+205=370 kg)                      | I Hjonggun (Lee Hyeong-Geun) · Dél-Korea (KOR) · (160+207,5=367,5 kg) |
| 90 kg                                                     | Anatolij Hrapatij · Szovjetunió (URS) · (187,5 OCS+225=412,5 kg OCS)     | Nail Muhamegyjarov · Szovjetunió (URS) · (177,5+222,5=400 kg)              | Slawomir Zawada · Lengyelország (POL) · (180+220=400 kg)              |
| 100 kg                                                    | Pavel Kuznyecov · Szovjetunió (URS) · (190 OCS+235=425 kg OCS)           | Nicu Vlad · Románia (ROU) · (185+217,5=402,5 kg)                           | Peter Immesberger · NSZK (FRG) · (175+220=395 kg)                     |
| 110 kg                                                    | Jurij Zaharevics · Szovjetunió (URS) · (210 VCS+245=455 kg VCS)          | Jacsó József · Magyarország (HUN) · (190+237.5=427,5 kg)                   | Ronny Weller · NDK (GDR) · (190+235=425 kg)                           |
| +110 kg                                                   | Aljakszandr Kurlovics · Szovjetunió (URS) · (212,5 OCS+250=462,5 kg OCS) | Manfred Nerlinger · NSZK (FRG) · (190+240=430 kg)                          | Martin Zawieja · NSZK (FRG) · (182,5+232,5=415 kg)                    |

## Magyar részvétel
- Jacsó József 2. hely 110 kg (190-237.5=427.5)
- Messzi István 2. hely 82.5 kg (170-200=370)
- Bökfi János 4. hely 100 kg (180-212.5=392.5)
- Buda Attila 5. hely 90 kg (175-185=360)
- Kerek István 7. hely (132.5-170=237.5)
- Oláh Béla 7. hely 56 kg (107.5-130=237.5)
- Balázsfi Zoltán 9. hely (345)
- Barsi László 82.5 kg szakításnál megsérült, ezért visszalépett.
- Csengeri Kálmán 75 kg 350 kg-os negyedik helyét dopping miatt megsemmisítették.
- Szanyi Andor 100 kg 407,5-es második helyét dopping miatt megsemmisítették.